# Pionérske
Pionérske (en (ucraïnès): Піонерське, en rus: Пионерское, Pionérskoie) és un poble de la República Autònoma de Crimea a Ucraïna, que el 2021 tenia 6.224 habitants. Pertany al districte de Simferòpol.